# لینا کاوالیری
ناتالینا «لینا» کاوالیِری (ایتالیایی: Natalina "Lina" Cavalieri؛ ۲۵ دسامبر ۱۸۷۴ – ۸ فوریه ۱۹۴۴) خوانندهٔ سوپرانوی اپرا و نیز هنرپیشه و تک‌گوی اهل ایتالیا بود. او در یکی از بمباران‌های هوایی جنگ جهانی دوم به همراه شوهرش کشته شد.
از فیلم‌ها یا مجموعه‌های تلویزیونی که وی در آن‌ها نقش داشته‌است می‌توان به گل سرخ گرانادا اشاره نمود.